# Catolobus pendulus
Catolobus es un género monotípico de plantas con flores de la familia Brassicaceae. Su única especie: Catolobus pendulus, es originaria de Asia, donde se distribuye por Rusia y China.

## Taxonomía
Catolobus pendulus fue descrita por (L.) Al-Shehbaz y publicado en Novon 15: 521. 2005.
Sinonimia
- Arabis hispida Moench
- Arabis ligulifolia Nakai
- Arabis oxyota DC.
- Arabis patrianiana DC.
- Arabis pendula L.
- Arabis subpendula Ohwi
- Catolobus pendula (L.) Al-Shehbaz
- Crucifera pendula E.H.L.Krause
- Erysimum pendulum (L.) Kuntze
- Turrita pendula (L.) Wallr.[3]